# Ітах
Ітах аль-Хазарі (араб. إيتاخ الخزري помер у 849) — воєначальник аббасидського халіфа аль-Мутасима.

## Біографія
Як повідомляє його нісба, Ітах був хазаром за походженням і рабом на кухні Салам аль-Абраша аль-Хадима, носив прізвисько «ат-Таббах» (кухар), поки не був викуплений як гулам аль-Мутасимом у 815 році. Він незабаром став одним із старших командирів тюркської гвардії аль-Мутасима і брав участь у кількох боях, у тому числі в облозі Аморія.
При аль-Мутасимі Ітах служив начальником шурти в Аббасидській Самаррі і командував особистою гвардією халіфа. Після приходу у 842 до влади аль-Васіка Ітах став разом із воєначальником Ашинасом головними людьми халіфату. Аль-Васік призначив Ітаха намісником у Ємені у 843 або 844 році. Після смерті Ашинаса у 844 або 845 роках Ітах був призначений намісником у Єгипті, але поступився постом Хартамаху ібн аль-Надру аль-Джабалі. Літописи Якубі свідчать, що при аль-Васіці Ітах керував Великим Хорасаном, Сіндом і землями на річці Тигр.
Після несподіваної смерті аль-Васіка в серпні 847 року Ітах був призначений одним із найважливіших чиновників разом із візиром Мухаммадом ібн аз-Зайятом, верховним каді Ахмадом ібн Абу Дуадом і воєначальником Васифа ат-Туркі, які мали вибрати спадкоємця на посту халіфа. Ібн аз-Зайят запропонував призначити їм сина померлого, аль-Мухтаді, але він був надто молодий. Рада призначила іншого сина аль-Мутасіма, 26-річного Джафара, який став халіфом аль-Мутаваккілем. Новий халіф вирішив позбутися слуг батька, які керували всім халіфатом. Першою мішенню став візир Ібн аз-Зайят, якого аль-Мутаваккіль не шанував за його минуле. 22 вересня 847 року він відправив Ітаха з посланням до Ібн аз-Зайята з проханням з'явитися на зустріч. Візира привели до будинку Ітаха, де Ітах посадив того під домашній арешт і незабаром тортурами довів до смерті, відібравши особисту власність. Це був апогей кар'єри Ітаха: він обіймав посади хаджиба, начальника палацової варти та голови барида (начальника мережі шпигунів).
У 848 році, однак, Ітаха вмовили зробити хадж і скласти повноваження, а після повернення заарештували, відібравши все майно (в одному тільки особистому будинку шпигуни халіфа знайшли мільйон золотих динарів). Ітах помер від спраги у в'язниці у 849 році.